# Archidiecezja Alba Iulia

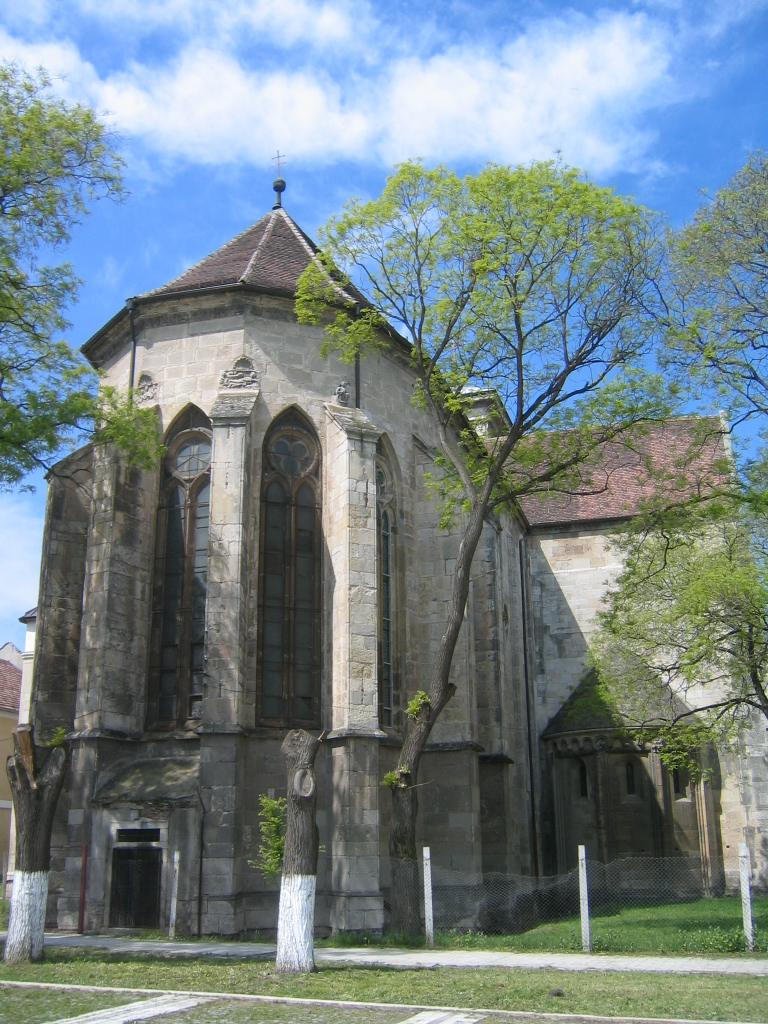
Archikatedra św. Michała w Alba Iulii

Archidiecezja Alba Iulia (łac. Archidioecesis Albae Iuliensis; rum. Arhiepiscopia de Alba Iulia) – rzymskokatolicka archidiecezja położona w północno-zachodniej części Rumunii. Ustanowiona diecezją bullą papieską przez Jana XVIII (bądź Sergiusza IV) w 1009. Podniesiona do rangi archidiecezji przez papieża Jana Pawła II 5 sierpnia 1991. Siedziba arcybiskupa znajduje się przy katedrze św. Michała.

## Historia
Diecezja została ufundowana w 1009 przez króla węgierskiego Stefana I Świętego jako Biskupstwo Siedmiogrodzkie, które obejmowało swoim zasięgiem cały obszar tej krainy. Podlegało ono pod metropolię ostrzychomską. W 1919 decyzją traktatu wersalskiego Siedmiogród został przyłączony do Rumunii, co w znaczący sposób utrudniało kontakty na linii diecezja-metropolia, przy czym większość wiernych stanowiły osoby pochodzenia węgierskiego. Ostatecznie 22 marca 1932 biskupstwo zostało przemianowane na diecezję Alba Iulia i podporządkowane pod jurysdykcję metropolii bukaresztańskiej.
Ostatnia jak dotychczas zmiana miała miejsce 5 września 1991, kiedy na mocy konstytucji apostolskiej papieża Jana Pawła II Quod satis podniesiono ją do rangi archidiecezji i podporządkowano ją bezpośrednio do Stolicy Apostolskiej.

## Biskupi
- Biskup diecezjalny: abp Gergely Kovács (od 2020)
- Biskup pomocniczy/Wikariusz generalny: bp László Kerekes (od 2020)

### Biskupi seniorzy
- Arcybiskup senior: abp György Jakubinyi (od 2019)
- Biskup senior: bp József Tamás (od 2019)

## Główne świątynie
- Katedra św. Michała w Alba Iulia (rocznica poświęcenia: 29 września)
- Bazylika Matki Bożej w Șumuleu Ciuc

## Patroni
- Św. Michał - jeden z archaniołów, święty katolicki,
- Najświętsza Maryja Panna - matka Jezusa Chrystusa.